# Cocoruta
Elénia-de-noronha ou cocoruta (Elaenia ridleyana) é uma espécie de ave da família Tyrannidae.
É endémica do Brasil.
Os seus habitats naturais são: matagal árido tropical ou subtropical e jardins rurais.
Está ameaçada por perda de habitat.